# أسامة المفتي

## ولادته ونشأته
ولد الشاعر أسامة المفتي في الكرك سنة 1930 وكان والده الطبيب محمد مختار المفتي[وصلة مكسورة] من أوائل المؤسسين للعمل الطبي في الأردن، وقد حاز من الشهرة الطبية حتى اكتفى الناس عند ذكره بكلمة المختار فقط، في هذا الجو العلمي عاش أسامة المفتي وترعرع.

## نضالاته
ناضل بالكلمة الحرة المسؤولة في شعره وكتاباته، وكان حضوره قوي في الصحف والمجلات والمنابر المحلية والعربية، وقد حفلت قصائده بموقفه الثابت من قضايا أمته ومناهضته لكل أشكال الاستعمار، أو الوصاية على الشعب العربي، أو التهاون بالحقوق العربية.

## ألقابه
عرف ب(راهب القلعة) و(ابن شيحان).

## وفاته
توفي في شهر آذار سنة 2004

## تراثه
خلّف وراءه نتاجا غزيرا من مذكرات ودواوين شعرية مطبوعة ومخطوطة وقصائد متناثرة هنا وهناك، الأمر الذي يستدعي الالتفات إلى ذلك كي لا يكون النسيان هو المصير المؤلم.

## مؤسسات بإسمه
وُلدت في الفضاء الثقافي مؤسسة تحمل اسم المفتي وهي موجهة للشؤون الثقافية والاجتماعية في الكرك والأردن وستتوج ذلك بجائزة سنوية للشعر تحمل اسمه وستحوز على ترخيص دولي لتكون حمىً وملاذاً لكل من لا حمى له.